# Мемориальный комплекс «30-летие Победы»
Мемориальный комплекс «30-летие Победы» — мемориал в городе Мирный Республики Саха (Якутия), открытый в честь 30-летия Великой Победы.
Специальным решением Министерства культуры Якутской АССР мемориал был признан памятником культуры республиканского значения, передан на баланс управления культуры Мирнинской администрации и подлежит охране государством.

## История
Мемориальный комплекс начал свою историю 9 мая 1975 года, когда в Мирном был торжественно открыт обелиск в честь 30-летия Победы советского народа в Великой Отечественной войне. Три меча символизирующие вооруженные силы СССР на земле, в воздухе и на море, выполнены воткнутыми в землю, что означает окончание войны, символ победы.
В последующие годы городские власти при участии треста «Якуталмаз» решили расширить проект и создать на этом месте мемориальный комплекс. На средства треста «Якуталмаз» (ныне компания «Алроса») на площади 30-летия Победы был создан существующий ныне мемориальный комплекс. В его создании принял участие Московский комбинат монументальной и декоративной скульптуры. В составе авторского коллектива под руководством главного архитектора Е. Ермолаева над созданием мемориала работали: художники — В. Фролов и М. Неймарк; конструкторы — Ю. Гречаник (институт «Якуталмаз») и Э. Богомольский.
Мемориальный комплекс имеет три составляющих его части:

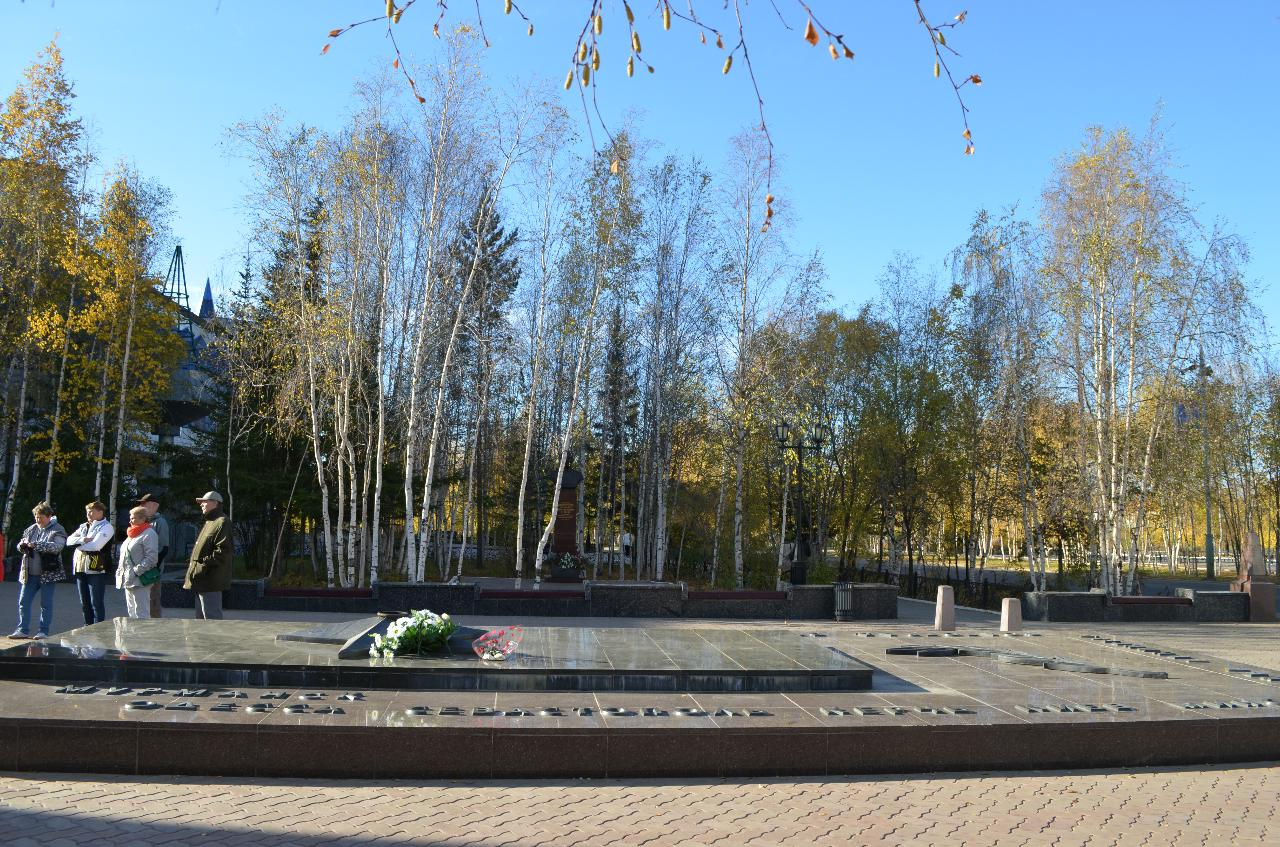
Вечный огонь

- Обелиск из трех мечей, высота которого составляет 13,5 метров. Собран в Москве из листовой латуни на стальном каркасе. Фундамент обелиска стоит на девятиметровых сваях, вбитых в вечную мерзлоту. Облицовочный камень круглого постамента — красный и чёрный лабродорит, а также серый гранит. По верхней части постамента надпись из литой бронзы: «Пусть будет мир незыблем, и вовеки пусть смотрят в землю лезвия мечей».
- «Стена памяти народной» за обелиском, на которой установлены пять кованных из меди медальонов в виде орденских колодок с тематическими рельефными композициями: начало войны — проводы; тыл — фронту; партизаны; наступление; победа.
- Перед обелиском на площади — большой постамент, облицованный коричневыми плитами, с замурованными в нём капсулами с землёй, специально привезенной ветеранами Великой Отечественной войны со всех городов-героев. На постаменте из тёмных плит — Вечный огонь в центре звезды, ниже его — Лавровый венок.

В 2019 году была проведена реконструкция площади, где находится мемориальный комплекс.